# 佐久間信房
佐久間 信房（さくまのぶふさ）は、江戸時代中期の旗本。
寛文7年（1667年）12月14日、将軍・家綱に拝謁。寛文12年（1672年）5月26日、御書院番に列せられる。貞享元年（1684年）12月16日、家督（武蔵国児玉郡、横見郡の内1000石）を相続。
元禄元年（1688年）3月28日から進物番に就く。元禄6年（1693年）5月11日、筑前国と肥前国の間で争いになっていた土地の検分に派遣された。元禄7年（1694年）4月14日、目付に任ぜられ、同年12月18日、布衣を許された。元禄10年（1697年）5月11日、駿府町奉行に転任、元禄13年（1700年）4月25日に職を辞して寄合に列した。
宝永元年（1704年）10月9日、御先弓頭となる。宝永3年（1706年）11月26日から西の丸に出仕となり、宝永6年（1709年）に本丸に復帰。正徳元年（1711年）5月25日、盗賊追捕役を命ぜられ、正徳3年（1713年）8月29日まで勤めた。享保5年（1720年）1月11日、御槍奉行となる。
享保7年（1722年）10月15日死去。享年73。